# Franz Xaver Eichinger
Franz Xaver Eichinger SVD (* 2. Dezember 1910 in Marienthal, Markt Regenstauf, Landkreis Regensburg; † 27. März 1992 in St. Wendel, Saarland) war ein deutscher Ordensgeistlicher, Missionar und Arzt, der von 1940 bis 1953 in China wirkte.

## Leben
Franz Xaver Eichinger, ältestes von sieben Kindern eines Zimmermanns und Staatsforstarbeiters, besuchte von 1917 bis 1923 die Volksschule in Fischbach bei Nittenau. Als 13-Jähriger trat er ins Missionshaus St. Peter in Tirschenreuth ein. Zusammen mit weiteren 16 Seminaristen war er seit 6. September 1924 einer der ersten Schüler des neu gegründeten Steyler Missionshauses in Ingolstadt und legte 1931 sein Abitur am Reuchlin-Gymnasium Ingolstadt ab. 1931 trat der Ordensgemeinschaft der Steyler Missionare bei und studierte Philosophie im Klerikerscholastikat in Missionsseminar St. Gabriel bei Wien, wo er auch seine ersten Gelübde ablegte. Er war Lehrer am Privatgymnasium Marienburg bei Rheineck am Bodensee. Von 1934 bis 1938 studierte er Theologie an der Päpstlichen Universität Gregoriana in Rom. 1937 legte er im Collegio del Verbo Divino in Rom die ewigen Gelübde ab.
Am 31. Oktober 1937 empfing er die Priesterweihe im Pontificium Collegium Germanicum et Hungaricum de Urbe in Rom. Er war zunächst als Lehrer für alte Sprachen, Englisch, Mathematik und Sport an der Missionsschule in St. Wendel, Saarland, tätig.
1940 ging er als Missionar nach Kansu in Zentralchina, das er nach 18-tägiger Reise mit dem Sibirienexpress erreichte. 1941 wurde er Lehrer in der Bischofsstadt Tsaochowfu in der Provinz Shantun. Von Ende 1942 bis zum 1. August 1945 war er als Missionar in Chinghu und Sinsiang tätig. Am 1. August 1945 wurde er durch die kommunistische „8. Armee“ verhaftet und in das chinesische Hinterland deportiert. 1945 konnte er mit gefälschten Papieren zur Zentralstation der Sinsiang-Mission zurückkehren. Von 1946 bis 1949 war er in Ninshien im Süden der Provinz Gansu tätig und baute in Minchow ein Missionshospital auf. 1948 wurde er an der Staatsuniversität Chungching in Shanghang zum Doktor der Medizin promoviert.
Nach der Machtübernahme durch die Kommunisten im September 1949 war er zunächst in Tibet und der Mongolei, dann von 1950 bis 1951 in Huangyang in der Provinz Chinghai als Arzt und Seelsorger engagiert. 1951 wurde er Chefarzt des katholischen Krankenhauses in der Hauptstadt der Provinz Chinghai, Sinning. 1953 musste er China verlassen, gleichwohl unter dem Protektorat von Mao Tse Tung.
Ab 1953 war er Religionslehrer an der Berufsschule Regensburg. Von 1954 bis 1988 betreute er asiatische Studenten am Missionsseminar in Ingolstadt. Von 1988 bis 1991 lebte er im Missionshaus in Tirschenreuth und von 1991 bis 1992 im Missionshaus St. Wendel.
Eichinger gründete die „Gesellschaft der Ausbildung von jordanischen Mädchen zu Krankenschwestern“, die 2011 aufgelöst wurde. 1967 gründete P. Eichinger in Wuppertal-Barmen eine Missionsgemeinschaft, die sog. „Gemeinschaft der Liebe“ und die „Unio Caritatis“.
1969 wurde er von Kardinal-Großmeister Eugène Tisserant, dem Dekan des Kardinalskollegiums, zum Ritter des Ritterordens vom Heiligen Grab zu Jerusalem ernannt und am 6. Dezember 1969 durch Wilhelm Cleven, den Großprior des Ordens, investiert. 1969 wurde er mit dem Bundesverdienstkreuz 1. Klasse ausgezeichnet.